# Pioneer Terra
La Pioneer Terra è una struttura geologica della superficie di Plutone.